# Grupa Lipowskiego Wierchu i Romanki

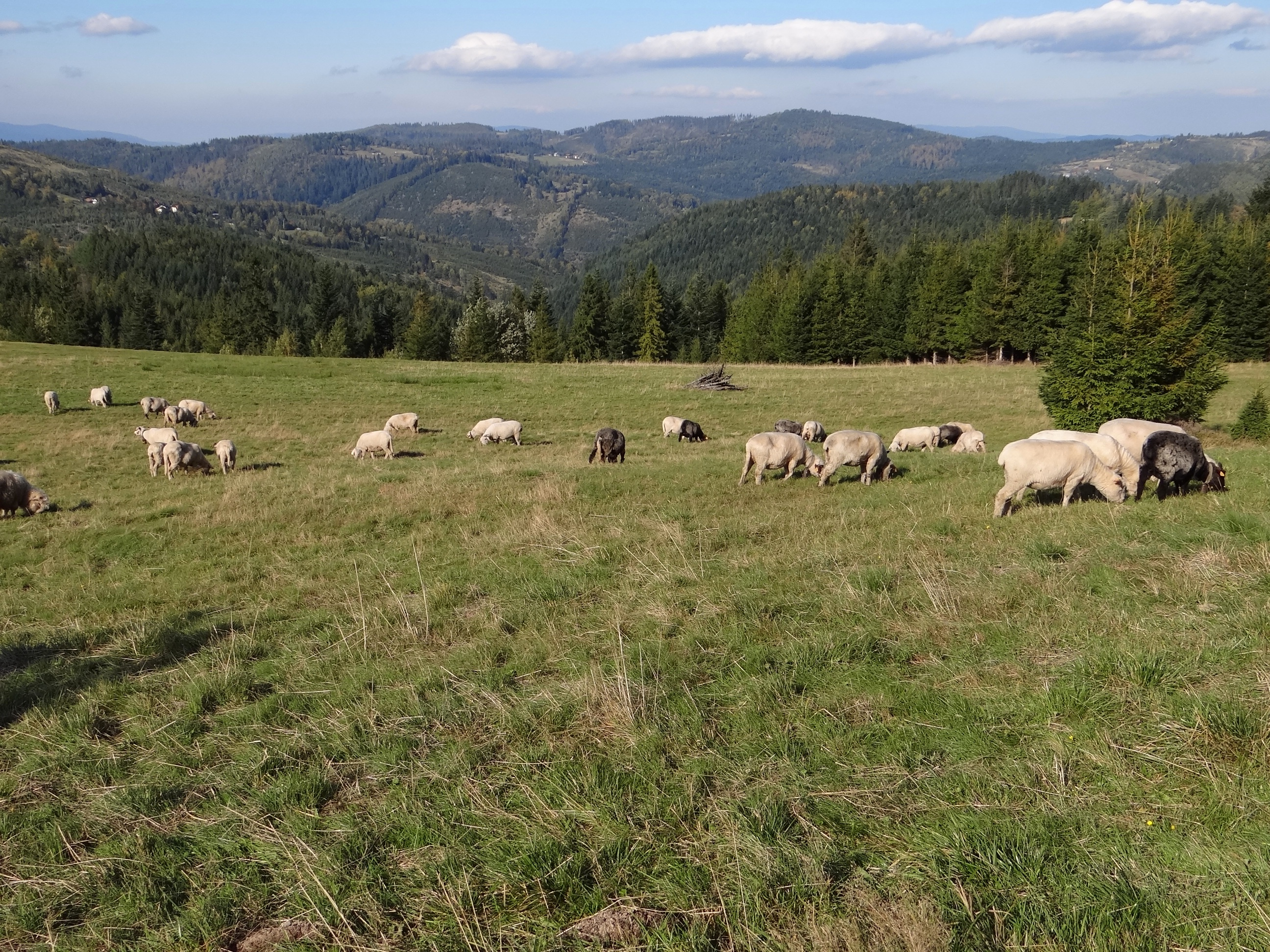
Wypas owiec na Hali Boraczej

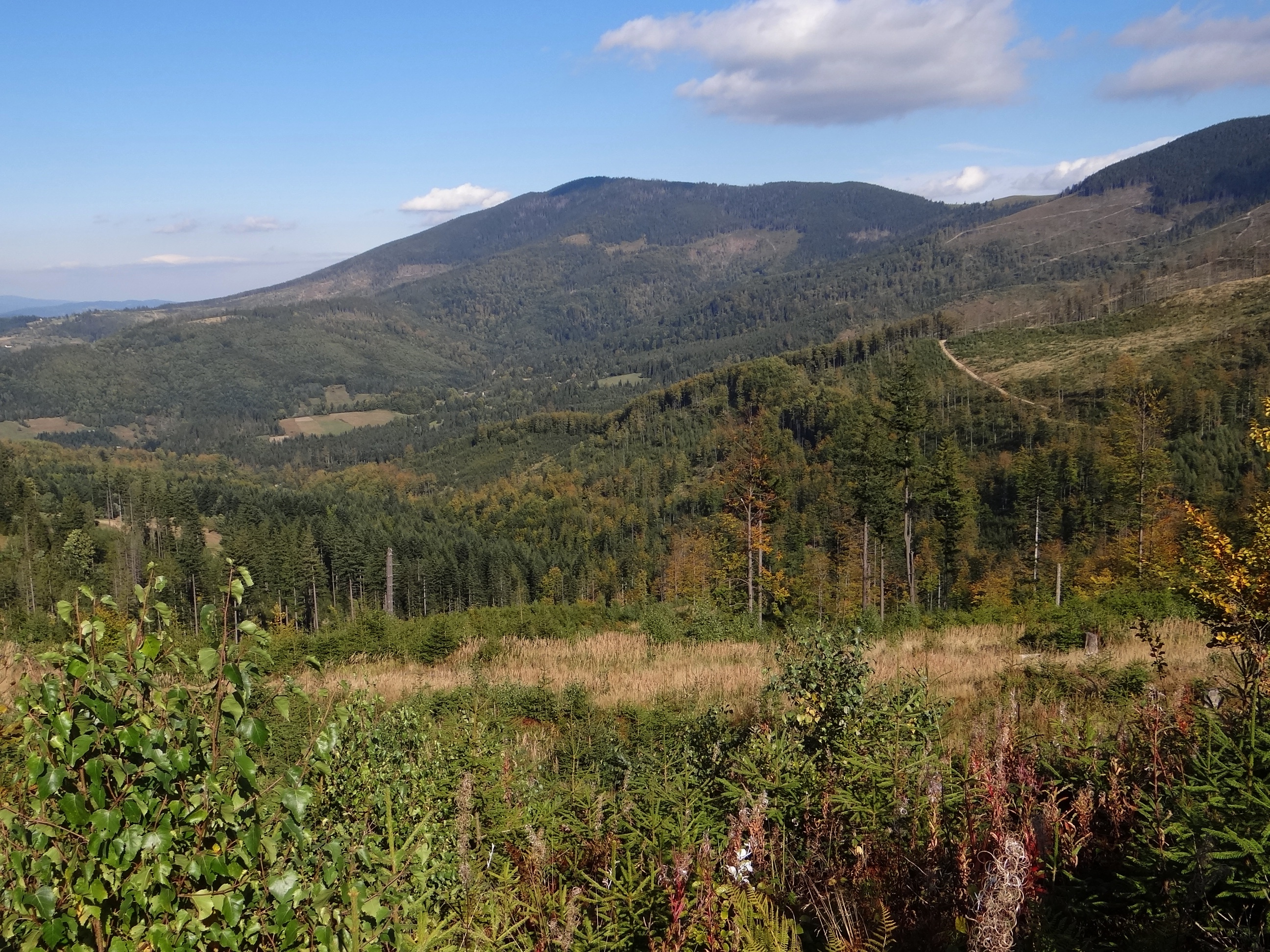
Romanka

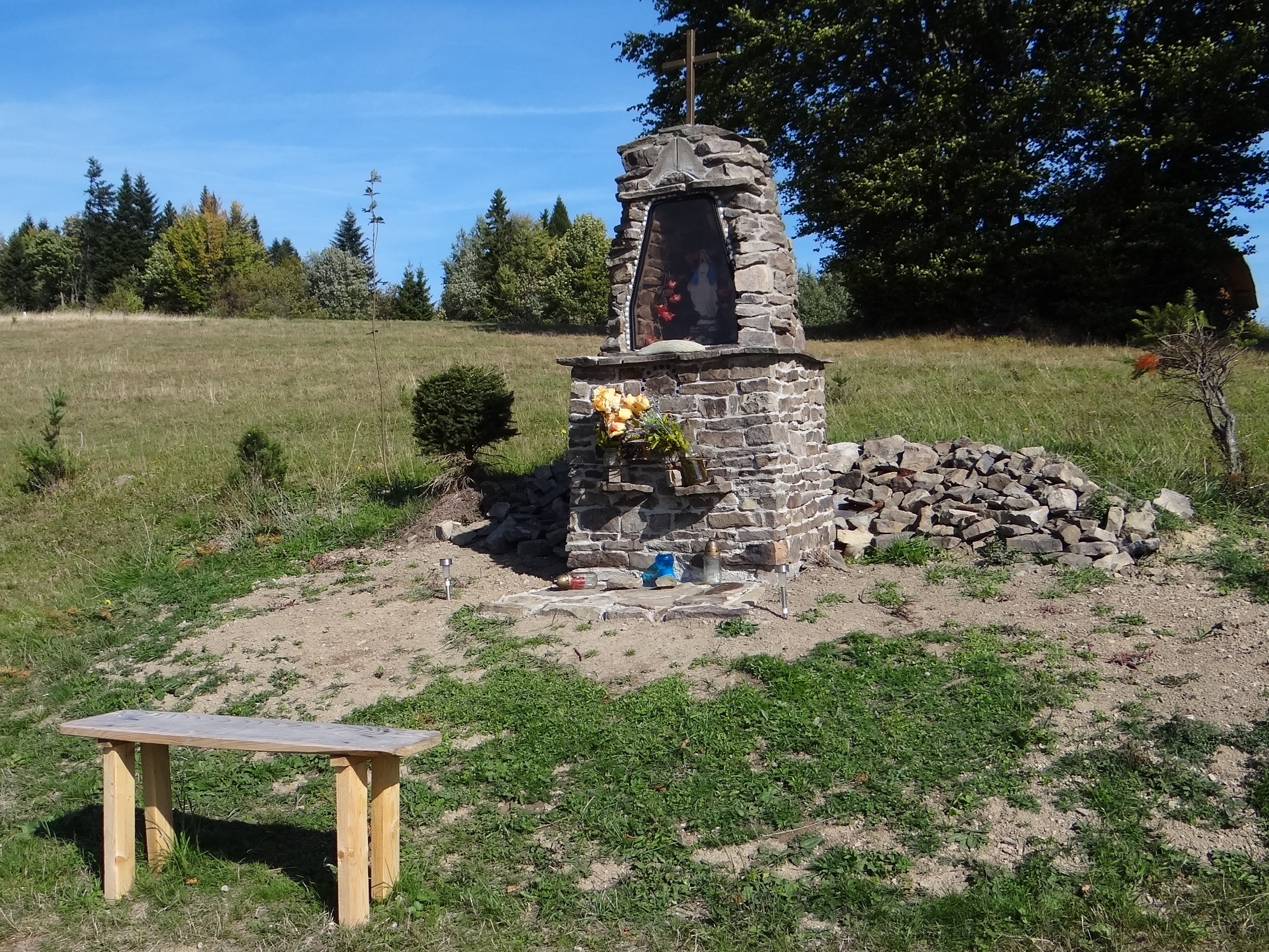
Kapliczka na stokach Abrahamowa

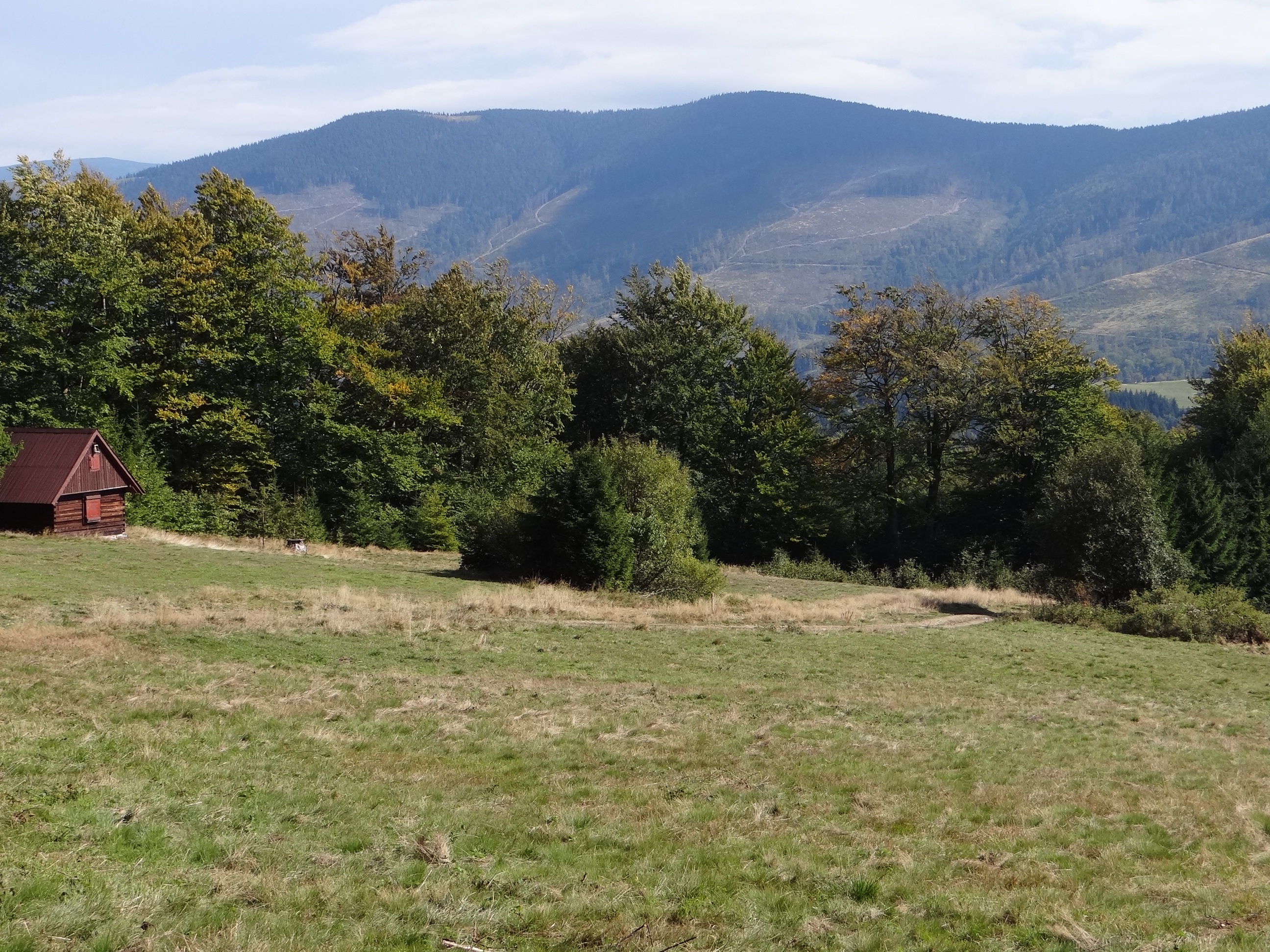
Polana na Prusowie i widok na Lipowski Wierch

Grupa Lipowskiego Wierchu i Romanki – środkowa część Beskidu Żywieckiego, do której należą grzbiet Lipowskiego Wierchu (1324 m) i grzbiet Romanki (1366 m), oraz odchodzące od nich grzbiety boczne. 

## Topografia
Granicę między Grupą Lipowskiego Wierchu i Romanki a sąsiednią Grupą Pilska tworzy nienazwana przełęcz między Rysianką (1322 m), a Trzema Kopcami (1216 m), oraz spływające spod tej przełęczy w przeciwnych kierunkach potoki Bystra i Sopotnia. Potoki te tworzą granicę południową i wschodnią. Zachodnie i północne stoki opadają do dolin Soły i Koszarawy. Wszystkie szczyty Grupy Lipowskiego Wierchu znajdują się w bocznych grzbietach Beskidu Żywieckiego, całkowicie w granicach Polski, a wszystkie spływające z nich potoki znajdują się w zlewni Soły.

## Przyroda
Grzbiety i górne części dolin porasta las świerkowy (regiel górny). Jest tutaj jednak w partiach grzbietowych sporo polan (dawnych hal pasterskich), będących doskonałymi punktami widokowymi. Są to: polana Sucha Góra, polana Cerchla, hale: Michalskiego, Borucz, Boracza, Bacmańska, Cukiernica Niżna, Cukiernica Wyżna, Gawłowska, Bieguńska, Koziarka, Lipowska, Łyśniowska, Majcherkowa, Pawlusia, Redykalna, Rysianka, Skórzacka, Wieprzska. Dawniej pola uprawne dochodziły od dolin na same grzbiety gór (np. na Abrahamowie i Prusowie), obecnie nie są już uprawiane, zostały zalesione lub pozostały po nich łąki, stopniowo i samorzutnie zarastające lasem. 
W niektórych miejscach (np. na grzbiecie Lipowskiego Wierchu i pod Redykalnym Wierchem) są młaki i torfowiska. W łożyskach potoków występują liczne progi skalne i wodospady, największy z nich i najbardziej znany to Wodospad w Sopotni Wielkiej (wysokość: 10 m). Na wierzchowinach Lipowskiego Wierchu znajdują się rowy grzbietowe i wały rozpadlinowe. Są one pochodzenia osuwiskowego, a procesy osuwiskowe są tutaj nadal czynne. Osuwiska w dolinie Bystrej w bliskiej przyszłości doprowadzą do kaptażu (przeciągnięcia wód) znajdującego się na Słowacji Złotego Potoku na polską stronę przełęczy przełęczy Bory Orawskie (930 m). Występuje też kilka jaskiń, a wśród nich największa Jaskinia w Sopotni Wielkiej (długość: 101 m) i najbardziej znana Jaskinia w Boraczej. W dolinie Śmierdzącego Potoku u podnóży Boraczego Wierchu (1244 m) znajduje się źródło siarkowodorowej wody mineralnej.

## Turystyka
Jest to obszar dobrze zagospodarowany turystycznie. Istnieje gęsta sieć szlaków turystycznych, kilka schronisk górskich i liczne kwatery prywatne w miejscowościach: 
Schroniska górskie
- schronisko PTTK na Hali Boraczej,
- schronisko PTTK na Hali Lipowskiej,
- schronisko PTTK na Hali Rysiance,
- schronisko "Słowianka"

Szlaki turystyczne
 Sopotnia Wielka – Kotarnica
 Żywiec – Pawlacki Wierch – Przełęcz u Poloka – Łazy – Kotarnica – Romanka – Suchy Groń – Lachowe Młaki – Bystra
 Węgierska Górka – Abrahamów – hala Słowianka – hala Pawlusia – schronisko PTTK na Hali Rysiance (Główny Szlak Beskidzki)
 Żabnica PKS – Borucz – Prusów – schronisko PTTK na Hali Boraczej – Sucha Góra – Rajcza
 Milówka – schronisko PTTK na Hali Boraczej – Lipowski Wierch – schronisko PTTK na hali Rysiance – Żabnica-Skałka
 Rajcza – Zapolanka – Redykalny Wierch – Hala Lipowska – hala Rysianka – Romanka
 Złatna – Bacmańska Góra – Hala Lipowska – Hala Rysianka – Sopotnia Wielka
 Złatna – hala Rysianka